# Płaskonos jasnogłowy
Płaskonos jasnogłowy (Spatula platalea) – gatunek średniej wielkości ptaka wodnego z rodziny kaczkowatych (Anatidae). Występuje w Ameryce Południowej z wyjątkiem jej północnej części. Jedyny południowoamerykański płaskonos. Nie jest zagrożony wyginięciem.

## Taksonomia
Płaskonosa jasnogłowego po raz pierwszy opisał w 1816 roku Louis Jean Pierre Vieillot w piątym tomie dzieła Nouveau dictionnaire d'histoire naturelle pod nazwą Anas platalea. W 1856 roku w „Comptes rendus de l’Académie des sciences” gatunek ten został umieszczony w rodzaju Rhynchaspis wraz z płaskonosem (Spatula clypatea), płaskonosem przylądkowym (S. smithii) oraz płaskonosem czarnolicym (S. rhynchotis). W 1856 roku w „Proceedings of the Zoological Society of London” gatunek ten został jedynie wspomniany jako Spatula maculatus. Nazwa Spatula platalea została użyta w 1932 roku w książce The birds of Chile. W pochodzącej z 1966 roku liście zbiorów w Muzeum Historii Naturalnej w Londynie płaskonos jasnogłowy otrzymał nazwę Spatula rhynchostis. Obecnie gatunek umieszczony w rodzaju Spatula. Nie wyróżnia się podgatunków.

## Morfologia
Wymiary średnie i masa ciała
Długość ciała wynosi 51–56 cm, w tym ogona 92–98 mm i dzioba 81–84 mm. Skok mierzy 34–38 mm. Rozpiętość skrzydeł wynosi 66–73 cm, długość samego skrzydła 210–222 mm. Masa ciała wynosi 523–608 g.
Wygląd zewnętrzny
Głowa samca szaroróżowa w drobne ciemne plamki, najintensywniej nakrapiana wzdłuż górnej części głowy, co tworzy ciemną czapeczkę. Broda i gardło białawe, niemal pozbawione plamek. Pierś, boki i brzuch mają zmienną barwę, od jasnego rudokasztanowego po ciemny kolor kasztanowoczerwony. Barwy te nie zależą od płci i wieku ptaka ani od aktualnej pory roku; u płaskonosów jasnogłowych nie występują szaty. Cały spód ciała i pierś pokrywają wyraźne, okrągłe czarne plamy, najmniejsze na piersi, im bliżej boków, tym rzadziej rozmieszczone. Po bokach przy ogonie występują białe plamy. Pokrywy podogonowe czarne. Upierzenie wierzchu ciała podobne jak na piersi. Lotki trzeciorzędowe czarne z zielonym połyskiem i charakterystycznym białym obrzeżeniem. Kuper i pokrywy nadogonowe czarniawe. Stosunkowo długi, ostro zakończony ogon czarnobrązowy, lecz zewnętrzne sterówki białe. Pokrywy skrzydłowe niebieskawe. Lotki drugorzędowe zielonkawe, białe zakończenia tworzą widoczny w locie pas. Pokrywy podskrzydłowe i lotki pierwszego rzędu ciemne, szarobrązowe. Nogi i stopy żółte. Dziób zielonoczarny, na końcu spłaszczony i łyżkowaty. Tęczówka biała lub jasnożółta.
Samicę cechuje szara głowa i szyja, pokryta delikatnymi, ciemnymi smugami. Pierś, brzuch, boki i cały spód ciała szare z brązowymi plamkami. Pióra pokrywające ww. części ciała posiadają brązowe środki i obrzeżenia. Na piersi plamki najdrobniejsze, na bokach ciała największe. Wierzch ciała, zgięcia skrzydeł i lotki trzeciorzędowe zielonobrązowe z ciemniejszymi obrzeżeniami. Pokrywy skrzydłowe szare z niebieskim zabarwieniem. Pas powstały z białych zakończeń ciemnych lotek 2. rzędu cieńszy niż u samca. Obszar, gdzie pióro opalizuje na zielono także mniejszy. Pokrywy podskrzydłowe jak u osobników męskich. Stopy żółtozielone, dziób brązowoczarny. Osobniki młodociane bardzo podobne do samic.

## Występowanie
Płaskonos jasnogłowy występuje w Ameryce Południowej z wyjątkiem jej północnej części: w Chile, Argentynie, Urugwaju, Brazylii, Boliwii i Peru. Możliwe, że w południowym Peru występuje mała, wyizolowana populacja. Zasięg występowania szacowany jest na około 7 340 000 km². Zasięg występowania w Chile obejmuje centralną i południową część, od regionu Valparaíso po archipelag Chiloé, jednak w wydanej w 1932 roku książce The birds of Chile jest mowa o zasięgu występowania na południu ograniczonym przez Cieśninę Magellana. W Argentynie występuje od jej północnej części po Ziemię Ognistą (w tym Falklandy) na południu, na wysokości 700–1200 m n.p.m. W Brazylii zasiedla jej południowo-wschodnią część (stan Rio Grande do Sul), w Boliwii zachodnią.
Środowisko
Występuje na bagnach, w przybrzeżnych lagunach i stawach, głównie na nizinach, lecz w Andach na wysokości do 3400 m n.p.m. Preferuje obszary, w których roślinność pokrywa powierzchnię wody.

## Zachowanie

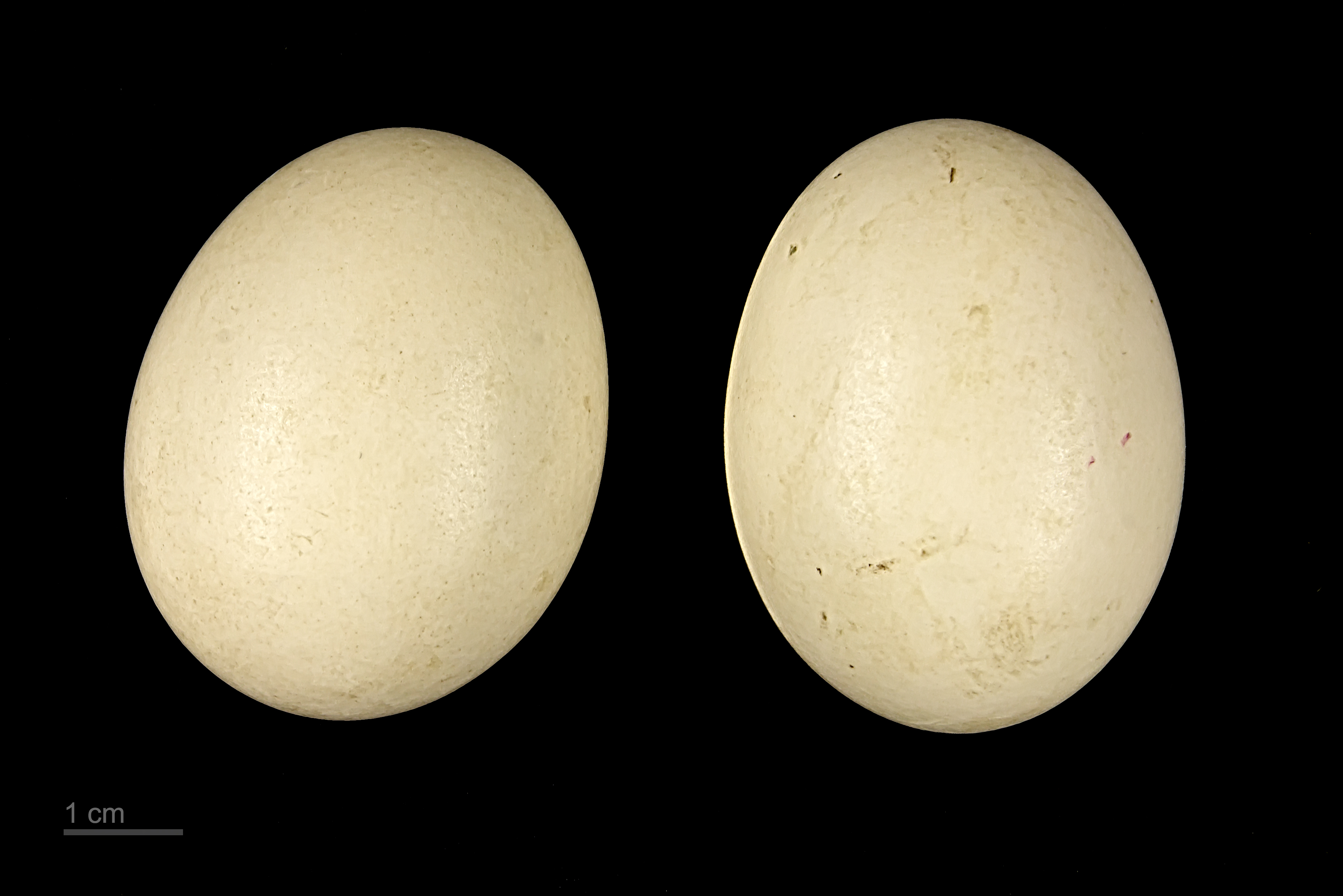
Jaja z kolekcji muzealnej

Zazwyczaj Spatula platalea widuje się w parach lub małych grupach, jednak w trakcie pierzenia w dużych stadach. Nie chodzi dobrze. Potrafi zanurkować na małą głębokość. Nie tworzy stad wielogatunkowych. Żywi się nasionami i innymi częściami roślin wodnych, a także planktonem i mięczakami. Mało informacji o odgłosach jest dostępnych. Samiec towarzysząc samicy wydaje terkoczące odgłosy oraz, gdy alarmuje inne osobniki i w okresie godowym, głuche tooka-tooka-tuk-tuk. W locie odzywa się głębokim tuk-tuk. Zaniepokojona samica odzywa się szorstkim kłak i zgrzytliwym whrrt lub rrr. Brak dostępnych spektrogramów.

## Lęgi
Według badań przeprowadzonych latem 2007 roku w Chile sukces lęgowy wynosi 60–100%. Okres lęgowy zaczyna się we wrześniu lub w październiku. Gniazdo mieści się na ziemi, budulec stanowią gałązki, roślinność wodna, sucha trawa i trzciny. W lęgu jest 5–8 jaj. Mają one wymiary ok. 59–64×37–39 mm, u ptaków pochodzących z niewoli ważą ok. 37 g. Kształt owalny, barwa kremowa. Samica wysiaduje je sama przez około 25 dni. Pisklęta wyklute w niewoli ważą w wieku jednego dnia ok. 22 g, po 3 tygodniach ok. 202 g. Opierzają się w pełni po 56–63 dniach. Prawdopodobnie płaskonosy jasnogłowe mogą się rozmnażać po roku. Samiec niekiedy jest widywany w pobliżu samicy w trakcie lęgów, jednak nie zajmuje się jajami i pisklętami.

## Status i ochrona
W Czerwonej księdze gatunków zagrożonych IUCN płaskonos jasnogłowy nieprzerwanie od 1988 roku jest zaliczany do kategorii LC (najmniejszej troski). Ze względu na brak dowodów na spadki liczebności bądź istotne zagrożenia dla gatunku BirdLife International uznaje trend liczebności populacji za stabilny.